# Minčo Pašov
Minčo Georgiev Pašov (in bulgaro Минчо Георгиев Пашов?; Šišmanci, 7 novembre 1961 – Plovdiv, 15 novembre 2019) è stato un sollevatore bulgaro medagliato olimpico e mondiale che ha gareggiato nelle categorie dei pesi leggeri (fino a 67,5 kg.) e dei pesi medi (fino a 75 kg.).

## Biografia
Cominciò ad allenarsi nel sollevamento pesi nel 1972 e nel 1977 entrò nella nazionale juniores bulgara.
Nel 1980, non ancora diciannovenne, vinse la medaglia di bronzo alle Olimpiadi di Mosca nella categoria dei pesi leggeri con 325 kg. nel totale, dietro al connazionale Janko Rusev (342,5 kg.) e al tedesco orientale Joachim Kunz (335 kg.). In quell'anno la competizione olimpica di sollevamento pesi era valida anche come Campionato mondiale.
Nel 1981 vinse la medaglia d'argento ai Campionati mondiali ed europei di Lilla con 330 kg. nel totale, battuto da Kunz (340 kg.).
L'anno seguente, dopo essere passato alla categoria superiore dei pesi medi, Pašov fu ancora medaglia d'argento ai Campionati mondiali ed europei di Lubiana con 357,5 kg. nel totale, alle spalle di Janko Rusev (365 kg.).
A causa del boicottaggio attuato dai Paesi dell'Est europeo, non poté partecipare alle Olimpiadi di Los Angeles 1984, dove sarebbe stato uno dei favoriti per il podio.
Nel 1985 vinse un'altra medaglia d'argento ai Campionati mondiali di Södertälje con 357,5 kg. nel totale, battuto dall'altro suo connazionale Aleksandăr Vărbanov (370 kg.).
Dopo aver terminato l'attività agonistica, durante la quale stabilì anche tre record mondiali nella prova di slancio della categoria dei pesi medi, Pašov lavorò per il Ministero degli Affari Interni della Bulgaria.
Morì improvvisamente poco dopo aver compiuto 58 anni.
Nel suo villaggio natale di Šišmanci è stata eretta nel 2021 una targa commemorativa in suo onore nel centro del paese.